# Caporal Teodoro
Teodoro Gioseffi, soprannominato Caporal Teodoro (Barile, 1825 – ...), è stato un brigante italiano.

## Biografia

### Origini e formazione
Nato a Barile e cresciuto a Rapolla, Teodoro proveniva da una famiglia povera di contadini e, prima di diventare brigante, era un guardiano campestre. Nel mese di aprile 1861, periodo di massima esplosione del brigantaggio in Basilicata, Teodoro si arruolò nella banda di Carmine Crocco, per poi passare sotto il comando di Ninco Nanco e quindi del generale spagnolo José Borjes (alleato di Crocco), partecipando all'occupazione dei comuni di Trivigno, Vaglio, Bella, Ruvo del Monte, Pescopagano e Pietragalla nel periodo autunnale del 1861. Quando Crocco ruppe la coalizione con Borjès, Caporal Teodoro prese il comando della banda di Botte, suo compaesano, avendo sotto il suo controllo San Fele, Ruvo del Monte, Rapone e Monticchio.

### La partecipazione al brigantaggio italiano
La sua banda compì il primo scontro autonomo il 15 aprile 1862, subendo una sconfitta da un reparto di bersaglieri. Il 16 giugno dello stesso anno, alleati della banda di Coppa, gli uomini di Caporal Teodoro furono battuti ancora nei pressi di Bella. Il 12 marzo 1863, Gli uomini di Teodoro, assieme alle bande di Crocco, Coppa, Ninco Nanco, Giuseppe Caruso, Malacarne di Melfi, Marciano e Sacchetiello, il 26 luglio, presero parte al massacro di 15 cavalleggeri di Saluzzo e di altri 23 militari dalle parti della Rendina. Assieme a Sparviero, assalì il paese di Balvano dopo avere appreso la notizia dell'uccisione di una giovane guaritrice, Gesualda Postiglione, che era stata trucidata dai maggiorenti del borgo perché accusata di avere diffuso il colera. Nell'azione, Teodoro e Sparviero presero di mira i possedimenti di coloro che avevano preso parte al massacro della donna; in particolare un certo Rizzello venne ucciso in maniera molto cruenta, e il suo cuore strappato quale ammonimento.
Tra le altre azioni commesse dai suoi uomini vi furono sei grassazioni nella zona di Melfi ed una grassazione e una tentata estorsione a Rapolla. Il 15 aprile 1863, dopo che la sua banda fu sconfitta da un reparto di bersaglieri a Monticchio, Caporal Teodoro, non più in grado, da solo, di combattere ancora contro l'esercito piemontese, si unì prima con Malacarne e poi Volonnino.

### Gli scontri a Rapolla, l'arresto e la detenzione
Crocco e i suoi uomini vennero sorpresi dai bersaglieri e dai cavalleggeri nel bosco di Rapolla e, impreparati all'attacco, si diedero alla fuga. Della sua banda, 200 vennero catturati, poi fucilati e bruciati. Caporal Teodoro, Tortora e Ninco Nanco prepararono una cruenta vendetta. Venuti a conoscenza di soldati in arrivo da Venosa per una perlustrazione, riuscirono a catturarli e massacrarli. Il tenente del plotone venne decapitato e la sua testa venne infilata in un palo, e vi venne scritto "Vendicati i morti di Rapolla".
Il 26 maggio fu tra i persecutori che trucidarono sette fanti del 4º reggimento vicino al bosco di Civita. Dopo il tradimento di Giuseppe Caruso, che passò dalla parte sabauda, Caporal Teodoro ebbe le ore contate e, messo alle strette, il 3 febbraio 1865 si arrese al generale Emilio Pallavicini a Rionero. Sulla sua testa pendeva una taglia di 9.000 lire. Il brigante, al processo, fu accusato di 13 reati di omicidio, sequestro di persona, grassazione ed estorsione. Il tribunale militare di Guerra di Potenza, il 16 giugno 1865, lo condannò ai lavori forzati a vita.